# Натриашвили, Тамаз Мамиевич
Тамаз Мамиевич Натриашвили (груз. თამაზ მამიევიჩ ნატრიაშვილი; род. 9 мая 1950) — советский и грузинский механик, доктор технических наук, профессор, академик Академии наук Грузии (2018; член-корреспондент с 2013). Директор Института механики машин АН Грузии (с 2006).

## Биография
Родился 9 мая 1950 года в Тбилиси, Грузинской ССР.
С 1967 по 1972 год обучался в Грузинском политехническом институте.
С 1972 года на научно-исследовательской работе в Институте механики машин АН ГрузССР — НАН Грузии в должностях: старший техник, с 1974 года —младший научный сотрудник, с 1984 года — старший научный сотрудник, с 1991 по 1995 год — заведующий кафедры механики, с 1995 по 2006 год — заместитель директора и с 2006 года — директор этого научного института.
Одновременно с научной занимался и педагогической работой: с 1985 по 1991 год в Грузинском политехническом институте в качестве преподавателя и с 2011 года в качестве — профессора.

### Научно-педагогическая деятельность и вклад в науку
Основная научно-педагогическая деятельность Т. М. Натриашвили была связана с вопросами в области использования альтернативных видов топлива на автомобильных двигателях, экологических и экономических  показателей автомобильных двигателей, исследования и повышения производительности труда. Занимался исследованиями в области использование нетрадиционных и альтернативных источников энергии, ударных процессов твёрдого теладинамического процесса,  в области двигательных систем, обработки роботизированных систем, разработки новых технологических машин.
В 1982 году защитил кандидатскую диссертацию по теме: «Повышение эффективности тракторного дизеля с турбонаддувом в высокогорных условиях», в 2003 году защитил докторскую диссертацию на соискание учёной степени доктор технических наук. В 2011 году ему присвоено учёное звание профессор. В 2013 году был избран член-корреспондентом, в 2018 году — действительным членом НАН Грузии.   Т. М. Натриашвили было написано более ста шестидесяти научных работ, в том числе четырёх монографий, одиннадцать свидетельств на изобретения и двух учебников для высших медицинских учебных заведений.

## Награды
- Национальная премия Грузии в области науки (2011)